# Dmitri Anatoljewitsch Mindrul
Dmitri Anatoljewitsch Mindrul (russisch Дмитрий Анатольевич Миндруль; * 1991) ist ein ehemaliger russischer Snowboarder. Er startete in den Freestyledisziplinen.

## Werdegang
Mindrul nahm von 2006 bis 2016 an Wettbewerben der World Snowboard Tour und der FIS teil. Dabei holte er bei der Winter-Universiade 2009 in Harbin die Bronzemedaille im Big Air. Zudem errang er dort den 21. Platz in der Halfpipe. Bei den folgenden Juniorenweltmeisterschaften 2009 in Nagano kam er auf den 40. Platz in der Halfpipe. Sein Debüt im Snowboard-Weltcup gab er im November 2009 in Saas-Fee, welches er auf dem 60. Platz in der Halfpipe beendete. In der Saison 2010/11 belegte er bei den Snowboard-Weltmeisterschaften 2011 in La Molina den 50. Platz in der Halfpipe sowie den 41. Rang im Slopestyle und nahm bei den Juniorenweltmeisterschaften 2010 in Cardrona an vier Wettbewerben teil. Seine beste Platzierung dabei war der sechste Platz im Big Air. Zudem wurde er bei der Winter-Universiade 2011 in Erzurum Siebter in der Halfpipe. In der folgenden Saison erreichte er mit Platz fünf in der Halfpipe in Ruka sein bestes Ergebnis im Weltcup und mit dem 21. Platz im Halfpipe-Weltcup sein bestes Gesamtergebnis. Bei den Snowboard-Weltmeisterschaften 2013 im Stoneham errang er den 45. Platz in der Halfpipe. Seinen 15. und damit letzten Weltcup absolvierte er im Januar 2014 im Stoneham, welchen er auf dem 32. Platz in der Halfpipe beendete. Bei der Winter-Universiade 2015 in der Sierra Nevada kam er auf den 16. Platz im Slopestyle und bei den Snowboard-Weltmeisterschaften 2016 in Yabuli auf den 29. Rang im Big Air.

## Weltcup-Gesamtplatzierungen
| Saison  | Freestyle | Freestyle | Halfpipe | Halfpipe |
| Saison  | Punkte    | Platz     | Punkte   | Platz    |
| ------- | --------- | --------- | -------- | -------- |
| 2010/11 | 720       | 37.       | 500      | 28.      |
| 2011/12 | 500       | 44.       | 500      | 21.      |
| 2012/13 | 72        | 123.      | 71       | 64.      |
| 2013/14 | 215       | 79.       | 215      | 41.      |